# W.R. Burnett
William Riley "W.R." Burnett, född 25 november 1899 i Springfield i Ohio, död 25 april 1982 i Santa Monica i Kalifornien, var en amerikansk författare.
W.R. Burnett skrev även film- och tv-manus. Bland de mest kända filmer som han skrivit manus och/eller förlaga till är Little Caesar (1931), Scarface – Chicagos siste gangster (1932), Jag dog tusen gånger (1941), Till sista man (1942), I asfaltens djungel (1950) och Den stora flykten (1963). Han blev nominerad till en Oscar för bästa filmmanus två gånger.